# Generální sekretář státní rady
Generální sekretář Státní rady (čínsky v českém přepisu kuo-wu-jüan mi-šu-čang, pchin-jinem guówùyuàn mìshūzhǎng, znaky zjednodušené 国务院秘书长) je člen Státní rady Čínské lidové republiky, čínské vlády, stojící v čele Hlavní kanceláře Státní rady. 
Podle ústavy Čínské lidové republiky je generální sekretář státní rady také součástí stálého výboru státní rady. Generální sekretář státní rady je zároveň jedním z pěti státních poradců a v rámci stranické hierarchie současně i generálním sekretářem politbyra ústředního výboru Čínské komunistické strany. Tato dvojí (státní-stranická) role tak od konce 20. století slouží jako zabudovaný mechanismus zajišťující soudržnost vládních a stranických politik. Generální sekretář státní rady má několik zástupců, z nichž každý je zodpovědný jednomu ze zbylých devíti členů stálého výboru státní rady. Tito zástupci jsou zpravidla technokraté s bohatými zkušenostmi v různých vládních oblastech. Generální sekretáři státní rady či jejich zástupci bývají často povyšováni do funkcí ministrů či vicepremiérů.
Předchůdcem generálního sekretáře státní rady byl analogický úřad generálního sekretáře státní administrativní rady ústřední lidové vlády.
V současnosti post ve vládě Li Čchianga zastává Wu Čeng-lung.

## Seznam generálních sekretářů Státní rady
| #                                                                    | Portrét                                                              | Jméno Narození a úmrtí                                               | Funkční období                                                       | Funkční období                                                       | Funkční období                                                       | Poznámky                                                                                       |
| #                                                                    | Portrét                                                              | Jméno Narození a úmrtí                                               | Nástup do úřadu                                                      | Opuštění úřadu                                                       | Dny v úřadu                                                          | Poznámky                                                                                       |
| Generální sekretář Státní administrativní rady Ústřední lidové vlády | Generální sekretář Státní administrativní rady Ústřední lidové vlády | Generální sekretář Státní administrativní rady Ústřední lidové vlády | Generální sekretář Státní administrativní rady Ústřední lidové vlády | Generální sekretář Státní administrativní rady Ústřední lidové vlády | Generální sekretář Státní administrativní rady Ústřední lidové vlády | Generální sekretář Státní administrativní rady Ústřední lidové vlády                           |
| -------------------------------------------------------------------- | -------------------------------------------------------------------- | -------------------------------------------------------------------- | -------------------------------------------------------------------- | -------------------------------------------------------------------- | -------------------------------------------------------------------- | ---------------------------------------------------------------------------------------------- |
| 1.                                                                   |                                                                      | Li Wej-chan 李维汉 (1896–1984)                                       | 19. října 1949                                                       | 18. září 1953                                                        | 3 roky, 10 měsíců a 30 dnů                                           |                                                                                                |
| 2.                                                                   |                                                                      | Si Čung-sün 习仲勋 (1913–2002)                                       | 18. září 1953                                                        | 28. září 1954                                                        | 1 rok a 10 dnů                                                       | Otec prezidenta Si Ťin-pchinga. Po roce 1962 odstraněn ve stranické čistce.                    |
| Generální sekretář Státní rady Čínské lidové republiky               |                                                                      |                                                                      |                                                                      |                                                                      |                                                                      |                                                                                                |
| 1.                                                                   |                                                                      | Si Čung-sün 习仲勋 (1913–2002)                                       | 28. září 1954                                                        | 4. ledna 1965                                                        | 10 let, 3 měsíce a 7 dnů                                             | Otec prezidenta Si Ťin-pchinga. Po roce 1962 odstraněn ve stranické čistce.                    |
| 2.                                                                   |                                                                      | Čou Žung-sin 周荣鑫 (1917–1976)                                      | 4. ledna 1965                                                        | 17. ledna 1975                                                       | 10 let a 13 dnů                                                      | Úřadující od března 1963. Perzekvován během Kulturní revoluce, spáchal sebevraždu v roce 1976. |
| V letech 1975–1979 funkce neobsazena.                                |                                                                      |                                                                      |                                                                      |                                                                      |                                                                      |                                                                                                |
| 3.                                                                   |                                                                      | Ťin Ming 金明 (1913–1998)                                            | 12. června 1979                                                      | 12. února 1980                                                       | 8 měsíců                                                             | Odvolán z funkce                                                                               |
| 4.                                                                   |                                                                      | Ťi Pcheng-fej 姬鹏飞 (1910–2000)                                     | 12. února 1980                                                       | 6. března 1981                                                       | 1 rok a 22 dnů                                                       | Odvolán z funkce                                                                               |
| 5.                                                                   |                                                                      | Tu Sing-jüan 杜星垣 (1914–2011)                                      | 6. března 1981                                                       | 20. června 1983                                                      | 2 roky, 3 měsíce a 14 dnů                                            |                                                                                                |
| 6.                                                                   |                                                                      | Tchien Ťi-jün 田纪云 (* 1929)                                        | 20. června 1983                                                      | 22. listopadu 1985                                                   | 2 roky, 5 měsíců a 2 dny                                             |                                                                                                |
| 7.                                                                   |                                                                      | Čchen Ťün-šeng 陈俊生 (1927–2002)                                    | 22. listopadu 1985                                                   | 29. prosince 1988                                                    | 3 roky, 1 měsíc a 7 dnů                                              |                                                                                                |
| 8.                                                                   |                                                                      | Luo Kan 罗干 (* 1935)                                                | 29. prosince 1988                                                    | 18. března 1998                                                      | 9 let, 2 měsíce a 27 dnů                                             |                                                                                                |
| 9.                                                                   |                                                                      | Wang Čung-jü 王忠禹 (* 1933)                                         | 18. března 1998                                                      | 17. března 2003                                                      | 4 roky, 11 měsíců a 27 dnů                                           |                                                                                                |
| 10.                                                                  |                                                                      | Chua Ťien-min 华建敏 (* 1940)                                        | 17. března 2003                                                      | 17. března 2008                                                      | 5 let                                                                |                                                                                                |
| 11.                                                                  |                                                                      | Ma Kchaj 马凯 (* 1946)                                               | 17. března 2008                                                      | 16. března 2013                                                      | 4 roky, 11 měsíců a 27 dnů                                           |                                                                                                |
| 12.                                                                  |                                                                      | Jang Ťing 杨晶 (* 1953)                                              | 16. března 2013                                                      | 24. února 2018                                                       | 4 roky, 11 měsíců a 8 dnů                                            | 24. února 2018 odvolán z funkce pro hrubé porušení kázně                                       |
| 13.                                                                  |                                                                      | Siao Ťie 肖捷 (* 1957)                                               | 19. března 2018                                                      | 12. března 2023                                                      | 4 roky, 11 měsíců a 21 dnů                                           |                                                                                                |
| 14.                                                                  |                                                                      | Wu Čeng-lung 吴政隆 (* 1964)                                         | 12. března 2023                                                      | úřadující                                                            | 1 rok, 11 měsíců a 17 dnů                                            |                                                                                                |